# Коржикова, Инна Ивановна
Инна Ивановна Коржикова (род. 13 апреля 1968, Навои, Навоийская область, УзССР, СССР) — узбекский политический деятель. В 2020 году избрана в Законодательную палату Олий Мажлиса Республики Узбекистан IV созыва.

## Биография
Родилась 13 апреля 1968 года в городе Навои. В 1993 году окончила Ташкентский государственный педагогический университет, по специальности учитель начальных классов. 
В 1986—1988 гг. работала воспитателем детского сада № 3 производственного объединения «Навоиазот». С 1988 по 1990 год была учителем начальных классов школы № 15 Навоийского городского отдела народного образования. В 1990—1992 годах работала воспитателем детского сада № 11 Производственного объединения «Навоиазот». Затем, с 1992 по 1999 год работала библиотекарем Объединённого профсоюзного комитета строительства. После, с 1999 и до 2019 года работала библиотекарем, также являясь инструктором-методистом по вопросам духовности и просветительству, в дворце культуры «Фархад». В 2016—2019 годах занимала должность председателя правления Навоийского отделения Русского культурного центра. С 2012 по 2019 возглавляла Навоийский клуб «Что? Где? Когда?».
В 2020 году избрана депутатом Законодательной палаты Олий Мажлиса, член фракции Социал-демократической партии Узбекистана «Адолат», а также член комитета по вопросам науки, образования, культуры и спорта.